# Bruidsmeisje en bruidsjonker

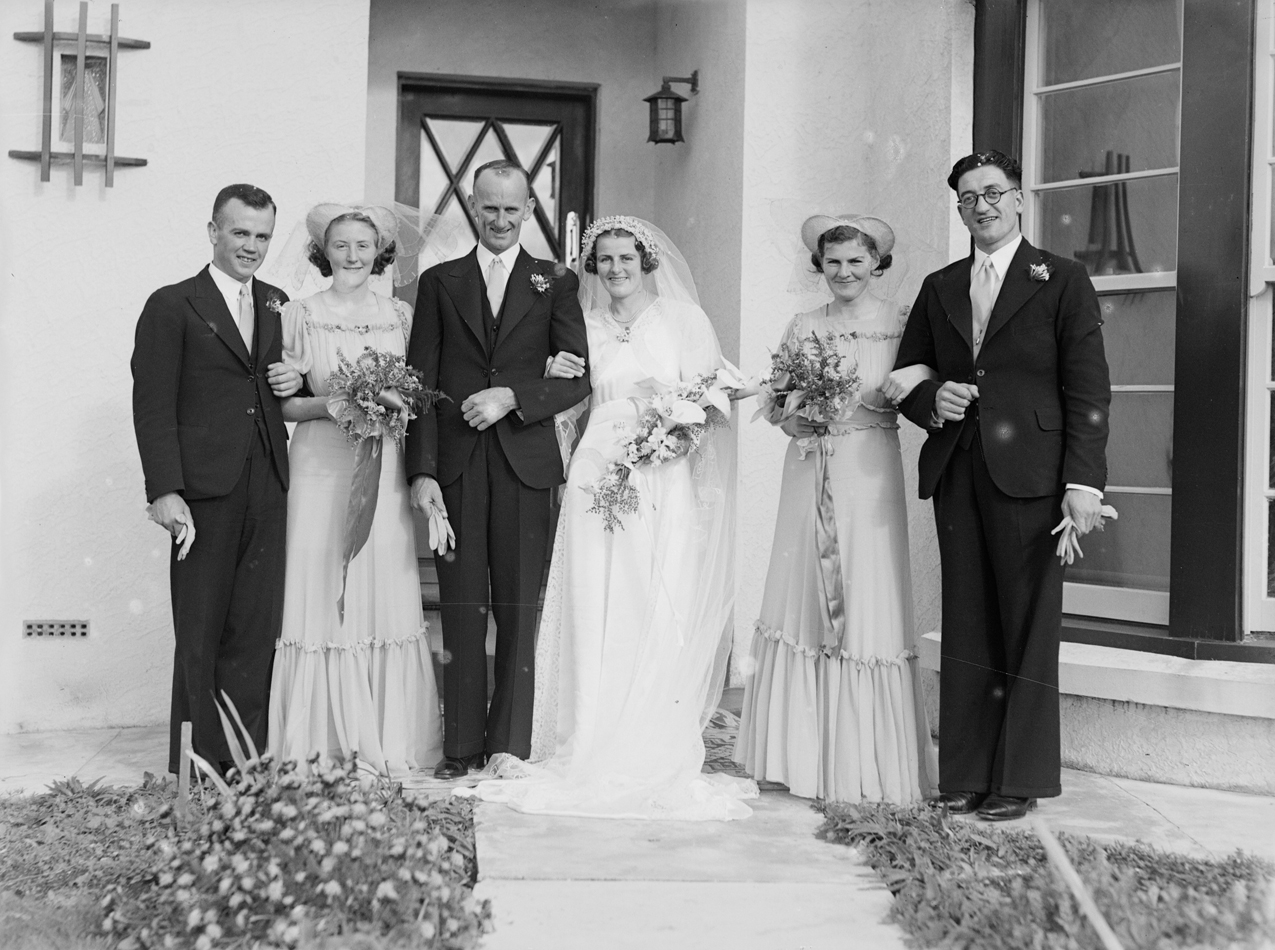
Bruidspaar met twee bruidsmeisjes en twee bruidsjonkers

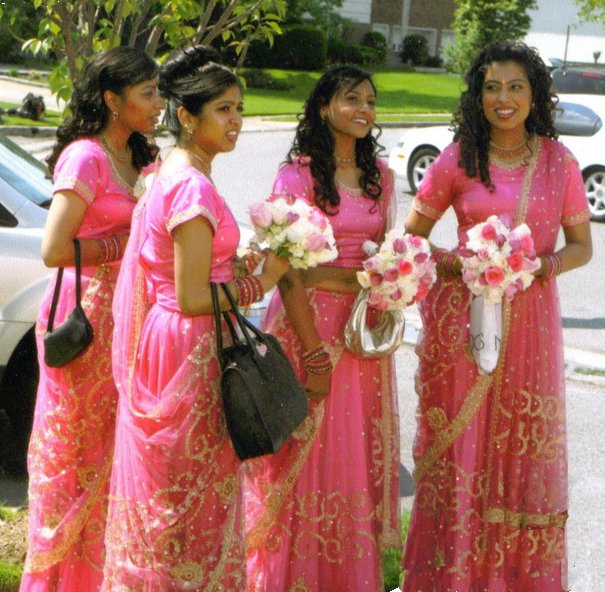
Bruidsmeisjes in India

Een bruidsmeisje of bruidsjonker is iemand die op de trouwdag het bruidspaar terzijde staat.
Meestal zijn het ongetrouwde familieleden van het bruidspaar.
Ze moeten niet worden verward met de bruidskinderen, kleuters die met het bruidspaar meegaan maar geen bijzondere taak hebben.

## Taken
Zij hebben allerlei taken die praktisch van aard zijn: bijvoorbeeld helpen met aankleden, het ophouden van de sleep van de bruidsjurk, het uitstrooien van bloemblaadjes, zorg voor het receptieboek en de cadeaus en het aanreiken van de trouwringen.

## Herkomst
In het volksgeloof zijn het bruidsmeisje en de bruidsjonker degenen die de aandacht van boze geesten moeten afleiden. Zij zijn om deze reden net zo mooi gekleed als het bruidspaar.

## Einde van de bruiloft
Er is een traditie dat de bruid, als ze zich aan het einde van de bruiloft met haar man terugtrekt, het bruidsboeket naar de bruidsmeisjes gooit.
Degene die het boeket opvangt zal als eerstvolgende getrouwd zijn.